# 미즈키 마사후미
미즈키 마사후미(일본어: 水筑 優文, 1974년 8월 1일 ~ )는 일본의 전 축구 선수이다.

## 구단 경력
1993년 J1리그의 가시마 앤틀러스에 입단했다. 1998년에 J1리그 우승을 차지했다. 1999년 아비스파 후쿠오카로 이적했다. 2000년부터 2001년까지 혼다 록 SC에서 뛰었다. 2001년후 현역 은퇴.